# Catedral de Santa Sofia de Kíiv
La catedral de Santa Sofia a Kíiv (ucraïnès: Собор Святої Софії, transcrit: Sobor Sviatoï Sofiï o Софійський собор, transcrit: Sofiis'kyi sobor; rus: Собор Святой Софии, transcrit: Sobor Sviatoi Sofíi o Софийский собор, transcrit: Sofiiskii sobor) és un monument arquitectònic destacat de l'estat eslau oriental antic anomenat Principat de Kíiv o Rus' de Kíiv, l'antic nom d'Ucraïna. Avui en dia, és un dels monuments més coneguts de la ciutat i el primer patrimoni ucraïnès inscrit a la llista del Patrimoni Mundial per la UNESCO.
El conjunt de la catedral és el principal component del Santuari Nacional Sofia de Kíiv, la institució estatal responsable de la conservació del complex catedralici juntament amb altres monuments històrics de la ciutat.

## Història
El nom de la catedral ve de la catedral Hàgia Sofía del segle vi a Constantinoble (que significa Sagrada Saviesa) i està dedicada a la Sagrada Saviesa de Déu més que no pas a una santa específica amb el nom de Sofia. Segons una teoria menys popular, el seu model va ser la catedral de Santa Sofia a Nóvgorod, amb les seves 13 cúpules de roure (989), que Iaroslau I el Savi va decidir imitar en pedra com un signe de gratitud als ciutadans de Nóvgorod que l'havien ajudat a assegurar el tron de Kíiv el 1019.
Els primers fonaments es van establir a 1037, però la catedral va trigar dues dècades a acabar-se. L'estructura té cinc naus, cinc absis i, de manera força sorprenent tractant-se d'arquitectura romana d'Orient, 13 cúpules. Està envoltada per galeries de dues fileres per tres costats. Mesura 37 metres per 55, l'exterior solia tenir pedestals. A l'interior, conserva mosaic i frescos del segle xi, incloent-hi una representació ruïnosa de la família de Iaroslau i la Mare de Déu en pregària.
En origen, la catedral va ser lloc d'enterrament dels governants de la Rus' de Kíiv incloent Volodýmyr II, Vsevolod Iaroslàvitx i per descomptat el fundador de la catedral, Iaroslau el Savi, encara que només ha sobreviscut fins als nostres dies la tomba d'aquest últim (vegeu la imatge).
Després del saqueig de Kíiv per Andrei Bogoliubskii de Vladímir-Súzdal el 1169, seguit pels tàrtars mongols el 1240, la catedral va caure en mal estat. Després de la Unió de Brest (1595 -96) la catedral de Santa Sofia va quedar en mans de l'església Grecocatòlica Ucraïnesa fins que va ser reclamada pel bisbe metropolità ortodox ucraïnès d'origen moldau Petró Mohyla (ucraïnès: Петро́ Моги́ла, Petró Mohyla; romanès: Petru Movilă; rus: Пётр Моги́ла, Piotr Mogila) a 1633. Mohyla encarregà treballs de restauració i la part superior de l'edifici va ser meticulosament reconstruït, segons model de l'arquitecte italià Octavià Mancini (Ottaviano Mancini) en el marcat estil barroc ucraïnès, al mateix temps que conservava l'interior romà d'Orient, mantenint intacta la seva esplendor. L'obra va seguir amb el Hetman cosac Ivan Mazepa i el 1740, la catedral es va acabar, prenent la seva forma actual.
Després de la Revolució russa d'octubre de 1917, i durant la campanya antireligiosa soviètica dels anys 1920, el pla del govern va demanar la destrucció de la catedral i la transformació del sòl en un parc d'«Herois de Perekop» (per una victòria de l'Exèrcit Roig a la Guerra Civil Russa a Crimea). La catedral es va salvar de la destrucció principalment per l'esforç de molts científics i historiadors. No obstant això, el 1934, les autoritats soviètiques varen confiscar l'estructura, incloent-hi el complex arquitectònic dels segles XVII-XVIII que l'envoltava i la va designar com un museu arquitectònic i històric.
A finals dels anys 1980, les autoritats soviètiques, i després les ucraïneses, van prometre tornar a l'edifici a l'Església Ortodoxa. A causa de diversos cismes i faccions dins de l'Església, la devolució es va posposar, ja que totes les esglésies ortodoxes i grecocatòliques la reclamaven. Encara que totes les esglésies ortodoxes han estat autoritzades a celebrar serveis en diferents dates, altres vegades se'ls ha denegat l'accés. Va ser memorable el funeral del patriarca Volodýmyr de l'Església Ortodoxa Ucraïnesa (Patriarcat de Kíev), quan va intervenir la policia antiavalots per impedir l'enterrament en els locals del museu i va tenir lloc un xoc sagnant. Després de semblants esdeveniments a cap confessió religiosa se li han reconegut encara els drets per a prestar serveis religiosos regulars. El complex actualment roman com un museu del cristianisme d'Ucraïna, sent la major part dels seus visitants turistes.
El 27 d'agost de 2007, la catedral de Santa Sofia va ser nomenada una de les Set Meravelles d'Ucraïna, per un sistema de votació d'experts i la comunitat d'Internet.